# With the Beatles
With the Beatles was het tweede album van The Beatles. Acht van de veertien nummers werden door The Beatles zelf geschreven, de overige nummers waren covers. With the Beatles is het eerste album dat een nummer van de hand van George Harrison bevat: Don't Bother Me. Het album kwam uit op 22 november 1963, de dag waarop de Amerikaanse president John F. Kennedy werd vermoord.

## Nummers
Alle muziek en teksten zijn geschreven door Lennon/McCartney, tenzij anders aangegeven. 
| 1.                 | It Won't Be Long                                             | 2:13 |
| 2.                 | All I've Got to Do                                           | 2:02 |
| 3.                 | All My Loving                                                | 2:07 |
| 4.                 | Don't Bother Me (George Harrison)                            | 2:28 |
| 5.                 | Little Child                                                 | 1:46 |
| 6.                 | Till There Was You (Meredith Willson)                        | 2:13 |
| 7.                 | Please Mr. Postman (Dobbin/Garret/Garman/Brianbert)          | 2:34 |
| 8.                 | Roll Over Beethoven (Chuck Berry)                            | 2:45 |
| 9.                 | Hold Me Tight                                                | 2:31 |
| 10.                | You Really Got a Hold on Me (Robinson)                       | 3:01 |
| 11.                | I Wanna Be Your Man                                          | 1:59 |
| 12.                | Devil in Her Heart (Christiana Drapkin/Richard Dropkin)      | 2:26 |
| 13.                | Not a Second Time                                            | 2:06 |
| 14.                | Money (That's What I Want) (Janie Bradford/Berry Gordy, Jr.) | 2:51 |
| Totale duur: 33:16 |                                                              |      |